# دونالد إل. ودلاند
دونالد إل. ودلاند هو سياسي أمريكي، ولد في 23 مايو 1930، وتوفي في 15 يناير 1994. نشط حزبياً في الحزب الديمقراطي. وقد انتخب عضو مجلس ولاية أوهايو ‏.